# Војислав М. Петровић
Војислав М. Петровић (Мала Каменица, 2. јануар 1925 — Београд, 7. мај 2007) био је српски биолог, професор и академик. Петровић је био проректор и ректор Универзитета у Београду.

## Биографија и каријера
Рођен је 1925. године у Малој Каменици код Неготина. Завршио је Природно-математички факултет у Београду, на којем је био и професор од 1974. године.
Остао је упамћен као професор Ендокринолошког института за биолошка истраживања и ПМФ-Института за физиологију и биохемију Универзитета у Београду, на којем је такође био проректор и ректор. Био је члан Српске академије наука и уметности.
Везује се за за пионирски рад Ивана Ђаје и следеће генерације научника који су наставили истраживања у истој области, а то су Стефан Гелинео и Радослав Анђус.
Писао је стручне књиге и објављивао је радове у међународним научним публикацијама.
Преминуо је 7. маја 2007. године у Београду.

## Награде и признања
- Орден рада са златним венцем
- Орден Мексичке републике
- Национални орден Легије части
- Орден рада са црвеном заставом[1]